# Пальское сельское поселение
Па́льское се́льское поселе́ние — бывшее муниципальное образование в Осинском районе Пермского края Российской Федерации. Административный центр — село Паль. В 2018 году объединено с Горским сельским поселением.

## Географическое положение
Поселение граничит с Оханским, Пермским, Кунгурским районами, Верхнедавыдовским сельским поселением, Горским сельским поселением, Комаровским сельским поселением.

## Символика
Решением совета депутатов Пальского сельского поселения Осинского района Пермского края от 11 мая 2012 года № 15 «Об утвеждении положений о Гербе и Флаге Пальского сельского поселения» были утверждены герб и флаг Пальского сельского поселения. Герб внесен в Государственный геральдический регистр РФ под № 7816. Флаг внесен в Государственный геральдический регистр РФ под № 7817.
Описание герба: «В лазоревом поле в перевязь черная, с золотым животом и полосой вдоль спины, обремененной десятью черными безантами, из которых два средних больше, обернувшаяся влево саламандра, лежащая в червленом, с широкой золотой каймой пламени».
Толкование герба: Паль — означает «выжженная земля, часть леса и поле», а саламандра — мифическое животное, живущее в огне, питающееся им, в то же время способное погасить его. Поэтому саламандра является основной фигурой герба. В геральдике саламандра так же символизирует нравственность и добродетель («все человеческие беды сгорают в очищающем огне»).
Описание флага: «Прямоугольное полотнище голубого цвета с отношением ширины к длине 2:3, воспроизводящее в центре композицию из герба Пальского сельского поселения, выполненную в желтом, красном и черном цветах».

## История
Статус и границы сельского поселения установлены Законом Пермской области от 10 ноября 2004 года № 1717-348 «Об утверждении границ и о наделении статусом муниципальных образований Осинского района Пермской области»

## Население
| 2010 | 2012 | 2013 | 2014 | 2015 | 2016 | 2017 |
| ---- | ---- | ---- | ---- | ---- | ---- | ---- |
| 780  | ↘769 | ↘734 | ↘692 | ↘643 | ↘627 | ↘618 |
| 2018 |      |      |      |      |      |      |
| ↘599 |      |      |      |      |      |      |

По данным переписи 2010 года численность населения составляла 780 человек, в том числе 375 мужчин и 405 женщин.

## Состав сельского поселения
| №  | Населённый пункт | Тип населённого пункта       | Население |
| -- | ---------------- | ---------------------------- | --------- |
| 1  | Калино           | деревня                      | ↘33       |
| 2  | Кирпичи          | деревня                      | 1         |
| 3  | Красный Маяк     | посёлок                      | 3         |
| 4  | Кузнечиха        | село                         | 265       |
| 5  | Малая Паль       | деревня                      | 14        |
| 6  | Новая Драчёва    | деревня                      | 41        |
| 7  | Паль             | село, административный центр | 359       |
| 8  | Пермякова        | деревня                      | 0         |
| 9  | Пьянкова         | деревня                      | 45        |
| 10 | Усть-Паль        | посёлок                      | 19        |

### Упразднённые населённые пункты
1 июля 2009 года упразднена деревня Еркова

## Экономика
Градообразующее предприятие: СПК «Кузнечиха».